# Психология и ЛГБТ
Психология и ЛГБТ е общата тема на всички дискурси на обясняване от психологическа (също и неврологична, психиатрична, психоаналитична) гледна точка на хомосексуалността. В този смисъл тя е различна от ЛГБТ психологията, която по-скоро е загрижена и се занимава с психологическите, емоционални и социални проблеми на хомосексуалните като връзки, секс (напр. лесбиан дед бед – изчезването на сексуалното желание между лесбийки в дълготрайни връзки) и прочее.
В този смисъл мисленето за ЛГБТ в психологията е и историческа тема, тъй като отразява освен съвременните, но и историческите възгледи и промяната в тях върху хомосексуалността.